# UFC 54
UFC 54: Boiling Point fue un evento de artes marciales mixtas celebrado por Ultimate Fighting Championship el 20 de agosto de 2005 en el MGM Grand Garden Arena, en Las Vegas, Nevada, Estados Unidos.

## Historia
El evento principal contó con la defensa del campeonato de peso semipesado de Chuck Liddell contra el retador Jeremy Horn.

## Resultados

### Tarjeta preliminar
- Peso semipesado: James Irvin vs. Terry Martin

Irvin derrotó a Martin vía KO (rodillazo volador) en el 0:09 de la 2ª ronda.
- Peso medio: Trevor Prangley vs. Travis Lutter

Prangley derrotó a Lutter vía decisión unánime (29–27, 29–26, 29–27).
- Peso medio: Matt Lindland vs. Joe Doerksen

Lindland derrotó a Doerksen vía decisión unánime (30–27, 29–28, 30–27).

### Tarjeta principal
- Peso wélter: Georges St-Pierre vs. Frank Trigg

St-Pierre derrotó a Trigg vía sumisión (rear naked choke) en el 4:07 de la 1ª ronda.
- Peso pesado: Tim Sylvia vs. Tra Telligman

Sylvia derrotó a Telligman vía KO (patada a la cabeza) en el 4:59 de la 1ª ronda.
- Peso wélter: Diego Sánchez vs. Brian Gassaway

Sánchez derrotó a Gassaway vía sumisión (golpes) en el 1:56 de la 2ª ronda.
- Peso semipesado: Randy Couture vs. Mike van Arsdale

Couture derrotó a Arsdale vía sumisión (anaconda choke) en el 0:52 de la 3ª ronda.
- Campeonato de Peso Semipesado: Chuck Liddell (c) vs. Jeremy Horn

Liddell derrotó a Horn vía TKO (golpes) en el 2:46 de la 4ª ronda para retener el Campeonato de Peso Semipesado de UFC.